# Dombeya cacuminum
Dombeya cacuminum är en malvaväxtart som beskrevs av Bénédict Pierre Georges Hochreutiner. Dombeya cacuminum ingår i släktet Dombeya och familjen malvaväxter. Inga underarter finns listade i Catalogue of Life.

## Bildgalleri

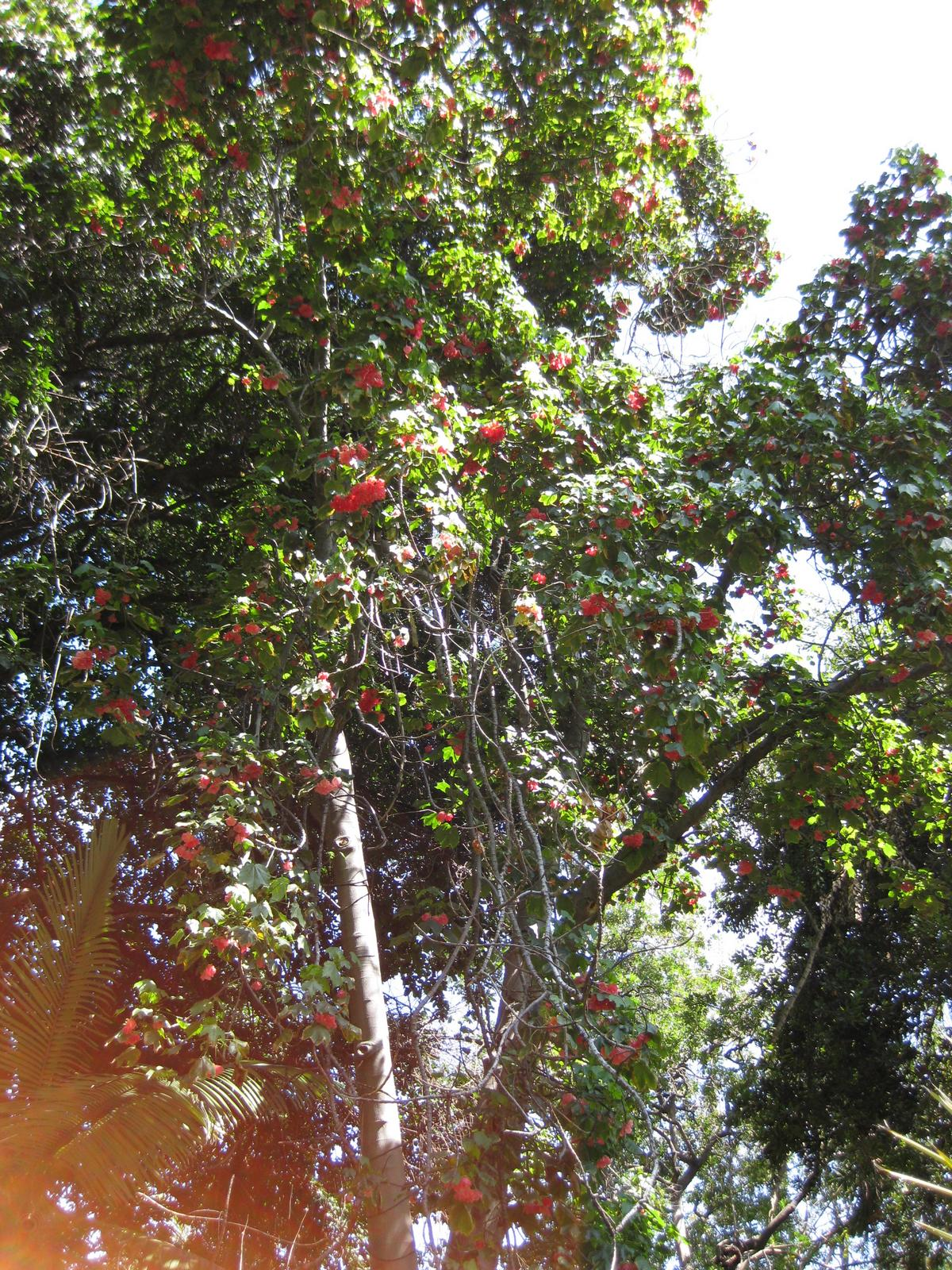
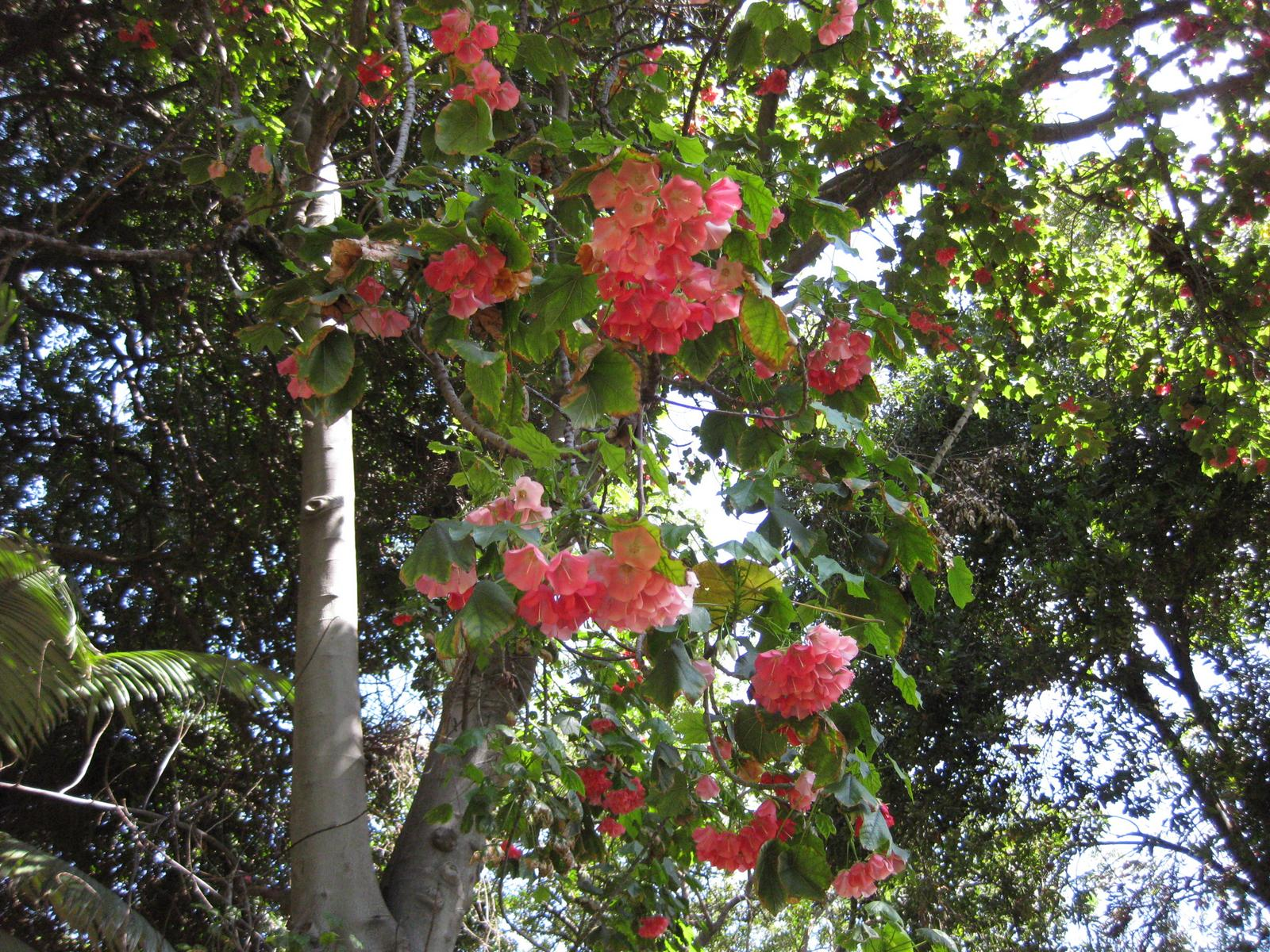
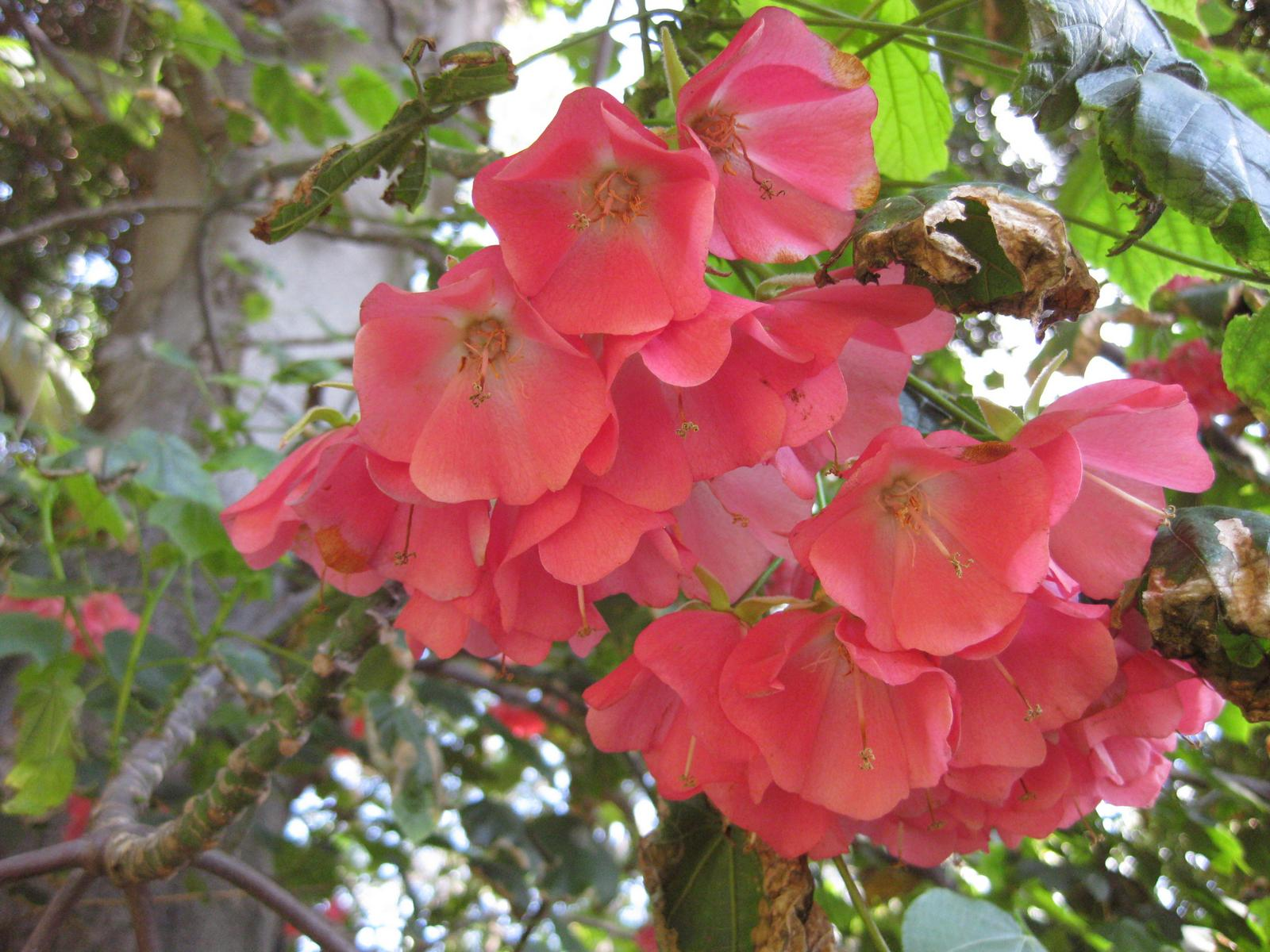
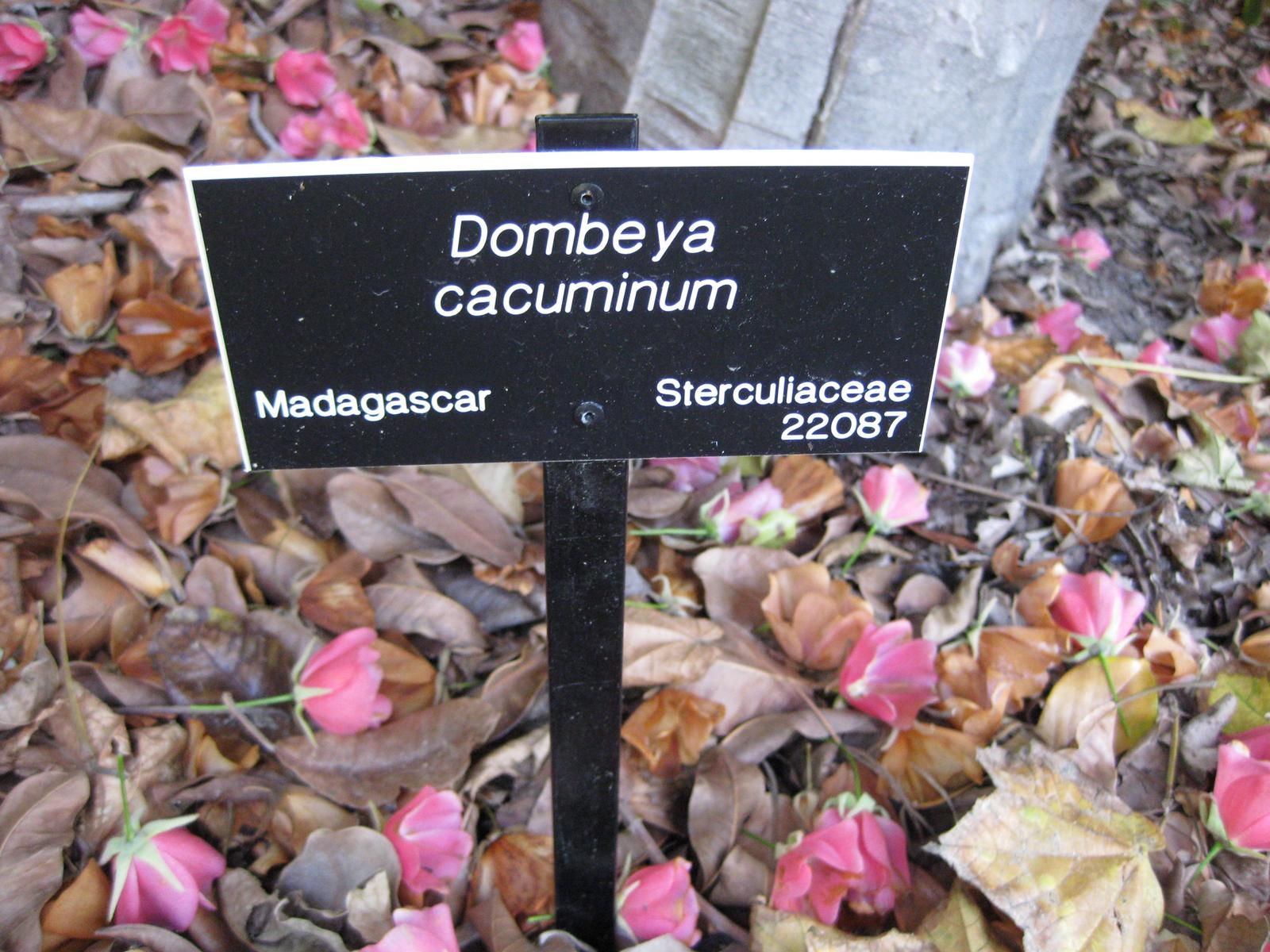
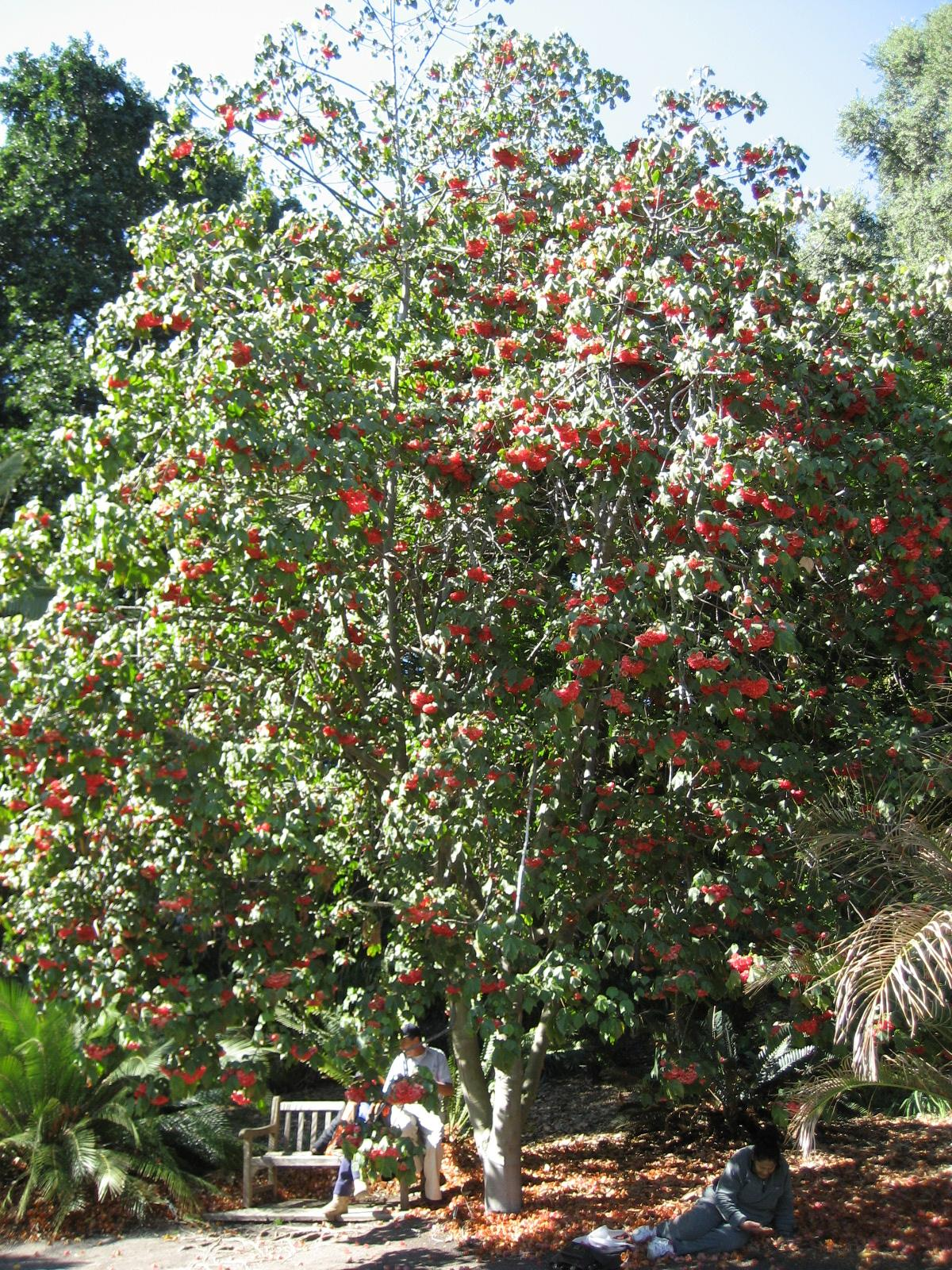
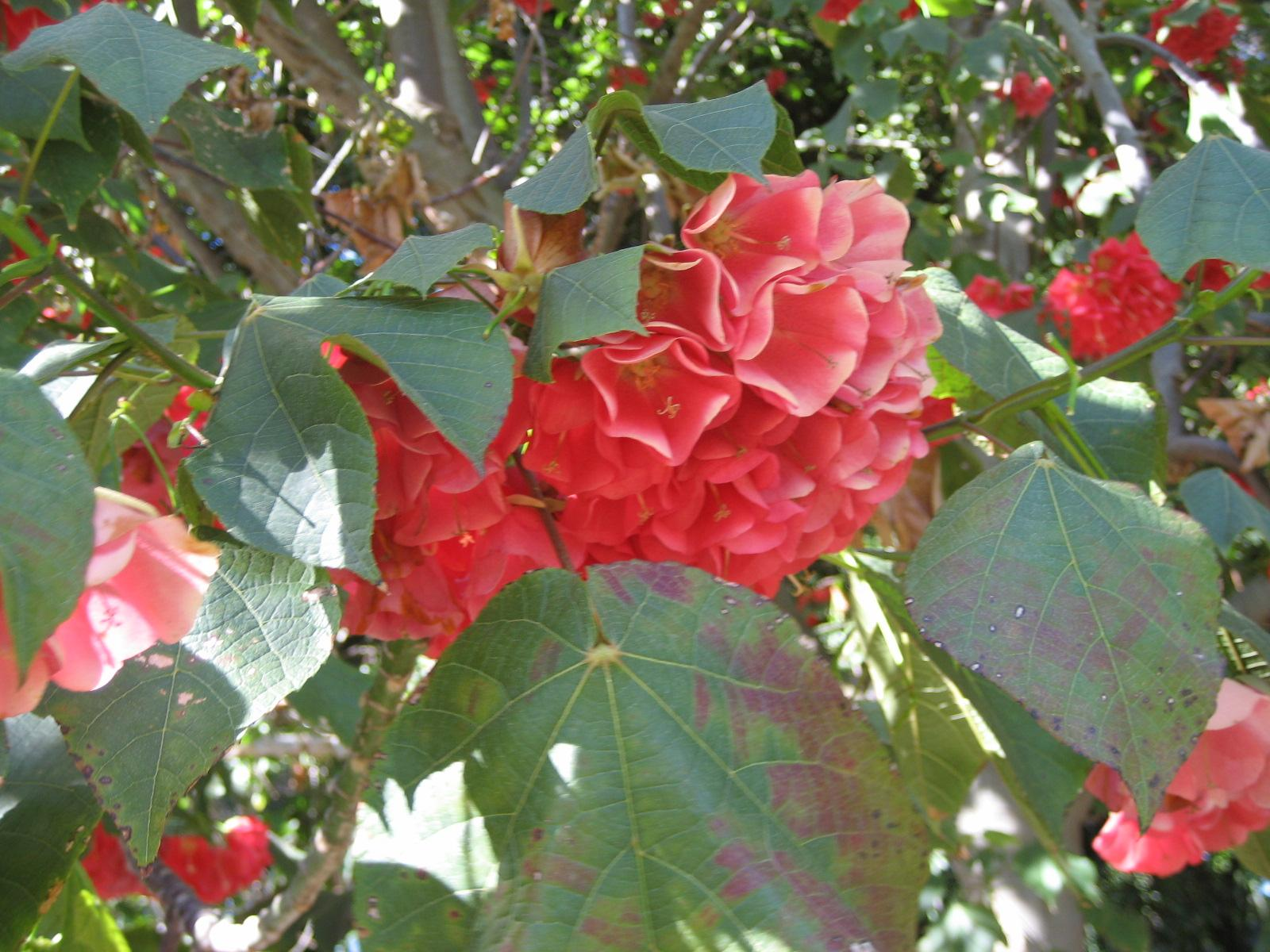